# GONE/あしあと
「GONE/あしあと」（ゴーン/あしあと）は、日本のア・カペラボーカルグループ、SMOOTH ACEの5枚目のシングル。2000年11月22日にTOSHIBA EMIからリリース、3曲を収録。

## 収録曲
全曲作詞：岡村玄　作曲：重住ひろこ　コーラス・アレンジ：SMOOTH ACE
1. GONE（編曲：岸利至）
2. あしあと（編曲：高橋幸宏）
3. やさしい手紙（編曲：清水靖晃）

## パーソネル
- 重住ひろこ、岡村玄、平慎也、李眞姫（vo, cho）
- 渡辺香津美、徳武弘文（g）／清水靖晃（ts,prg）／岸利至、木本靖夫（prg）